# 小倉駐屯地
小倉駐屯地（こくらちゅうとんち、JGSDF Camp Kokura）は、福岡県北九州市小倉南区北方5-1-1に所在し、第40普通科連隊等が駐屯する陸上自衛隊の駐屯地である。分屯地として富野分屯地が隷属する。

## 概要
駐屯地司令は、第40普通科連隊長が兼務する。最寄の演習場は、曽根訓練場（旧曽根駐屯地）。
大日本帝国陸軍小倉聯隊、敗戦後の進駐軍キャンプを経て、1956年（昭和31年）3月に陸上自衛隊駐屯地として発足。
小倉聯隊は乃木希典が聯隊長を務めた事で知られる。正門前には小倉市街から直通の西鉄北方線の終点、北方駅が存在していた。裏側には北九州医療刑務所（旧・小倉刑務所）がある。
朝鮮戦争時には米軍の重要拠点の一つとなり、士官用の米軍住宅地が併設された。水洗トイレのほか、プール、地域セントラルヒーティング（給湯・暖房）施設を備えていた。

## 沿革
陸上自衛隊小倉駐屯地
- 1956年（昭和31年）
  - 3月28日：陸上自衛隊の駐屯地として開設[1]。
  - 4月1日：第108施設大隊が小郡駐屯地から移駐。
- 1957年（昭和32年）11月20日：陸上自衛隊九州地区補給処城野支処が駐屯する城野分屯地が開設され隷属。
- 1962年（昭和37年）8月15日：第19普通科連隊第2大隊を基幹として第40普通科連隊が編成完結。
- 1966年（昭和41年）2月21日：第108施設大隊、飯塚駐屯地業務隊、第422会計隊、第394基地通信隊が飯塚駐屯地へ移駐[2]。
- 1975年（昭和50年）3月26日：基地通信業務を駐屯地単位方式から地域担任方式に改編。
- 2003年（平成15年）3月27日：第4後方支援連隊第2整備大隊第3普通科直接支援隊（第40普通科連隊を支援）を新編。
- 2008年（平成20年）
  - 3月24日：陸上自衛隊九州補給処城野支処の廃止により城野分屯地が閉鎖。
  - 3月26日：警務隊改編。第103地区警務隊小倉派遣隊を廃止し、第134地区警務隊小倉派遣隊に改編。
- 2013年（平成25年）3月26日：第3普通科直接支援隊を改編し、第2普通科直接支援中隊を新編。
- 2015年（平成27年）3月26日：西部方面会計隊の改編に伴い、第393会計隊が廃止され第366会計隊小倉派遣隊が設置される。

## 駐屯部隊

### 西部方面隊隷下部隊
- 第4師団
  - 第40普通科連隊
  - 第4後方支援連隊
    - 第2整備大隊
      - 第2普通科直接支援中隊：第40普通科連隊を支援
- 西部方面システム通信群
  - 第102基地システム通信大隊
    - 第304基地通信中隊
      - 小倉派遣隊
- 西部方面会計隊
  - 第366会計隊
    - 小倉派遣隊
- 小倉駐屯地業務隊

### 防衛大臣直轄部隊
- 警務隊
  - 西部方面警務隊
    - 第134地区警務隊
      - 小倉派遣隊

### 共同の機関
- 自衛隊福岡地方協力本部
  - 北九州地区隊
    - 北九州援護センター

## 最寄の幹線交通
- 高速道路：九州自動車道小倉東IC、北九州高速1号線若園出入口
- 一般道：国道10号、国道322号、福岡県道257号井手浦徳力線、福岡県道265号城野砂津線、福岡県道51号曽根鞘ヶ谷線
- 鉄道：JR九州日豊本線/日田彦山線城野駅、北九州高速鉄道小倉線競馬場前駅
- 港湾：北九州港（特定重要港湾）、苅田港（重要港湾）、宇島港（地方港湾）
- 飛行場：北九州空港（第二種空港）、築城飛行場、芦屋飛行場、小月飛行場（その他の飛行場）

## 重要施設
- 航空自衛隊築城基地・(築上郡築上町)
- 航空自衛隊芦屋基地・(遠賀郡水巻町)
- 白島国家石油備蓄基地（平成16年（2004年）1月現在：備蓄施設容量約560万kl中約475万klを備蓄）（北九州市）
- 新小倉発電所（出力180.0万kW。LNG）（北九州市）
- 苅田発電所（出力73.5万kW。石炭、石油）（京都郡苅田町）
- 豊前発電所（出力100.0万kW。石油）（豊前市）
- 北九州変電所（超高圧変電所）（北九州市小倉南区）
- 豊前変電所（超高圧変電所）（築上郡築上町）
- 西谷変電所（一次変電所）（北九州市小倉南区）
- 苅田変電所（一次変電所）（京都郡苅田町）
- 豊前北幹線（豊前変電所から北九州変電所までの亘長34.60 km[3]の、50万Vの送電線路）
- 北九州幹線（脊振変電所から北九州変電所までの亘長84.44 km[3]の、50万Vの送電線路）
- 関門連系線（九州地方と中国地方とを結ぶ50万V送電線）
- 日本製鉄九州製鉄所八幡地区（粗鋼年間生産量は約369万トン）（戸畑区、八幡東区・小倉北区）
- 北九州物流センター
- 穴生浄水場
- 井出浦浄水場
- 飯塚リサーチパーク（産学協同の研究開発拠点）（飯塚市）
- 関門トンネル
- 関門橋
- 北九州貨物ターミナル駅（九州の鉄道貨物拠点）
- 第七管区海上保安本部・関門海峡海上交通センター(関門マーチス)北部九州・関門海峡の海上交通管制拠点